# Cymodusa ancilla
Cymodusa ancilla là một loài tò vò trong họ Ichneumonidae.